# Emre Kınay
Emre Kınay (Istanbul, 5 marzo 1970) è un attore e regista teatrale turco, noto per aver interpretato il ruolo di Cemal Karalar nella serie Come sorelle (Sevgili Geçmiş).

## Biografia
Nato nel 1970 a Istanbul (Turchia), da madre Remziye Kınay e da padre Feridun Kınay, Emre ha quattro fratelli. Ha lavorato in comunità come il teatro Dostlar e il teatro municipale di Bakırköy. Nel 1998 ha intrapreso la sua carriera da attore con il ruolo di Kadir nella serie Yüzleşme. L'anno successivo, nel 1999, ha ricoperto il ruolo di Yıldırım nella serie Baba. Dal 1999 al 2002 ha interpretato il ruolo di Erkan nella serie Yilan Hikayesi. Nel 2002 ha ricoperto il ruolo di Ferhat nella serie Berivan.
Nel 2003 ha interpretato il ruolo di Kamil Bey nella serie Esir Şehrin İnsanları e quello di Yıldırım nella miniserie Baba. Nello stesso anno ha preso parte al cast del film Insaat diretto da Ömer Vargi e Tolgay Ziyal, nel ruolo di Ali. Nel 2004 ha ricoperto il ruolo di Kenan nella miniserie Seni Çok Özledim e quello di Aslan Firat nella miniserie İstanbul Şahidimdir  e quello di Mr. Kemal nel film Okul diretto da Durul Taylan e Yagmur Taylan. Nel 2005 ha recitato nelle miniserie Sen misin degil misin? (nel ruolo di Orhan / Burhan / Ferhan) e in Ölümüne sevdalar (nel ruolo di Murat Kaptan). Nello stesso anno ha recitato nel film L'impero dei lupi (L'empire des loups) diretto da Chris Nahon. Nel 2006 ha ricoperto il ruolo di Deniz nel film Dün Gece Bir Rüya Gördüm diretto da Ulas Ak
Dal 2006 al 2008 ha interpretato il ruolo di Oguz Karaman nella serie Iki Aile. Nel 2008 ha ricoperto il ruolo di Yusuf nella serie Karamel. L'anno successivo, nel 2009, ha interpretato il ruolo di Nazim nella serie Aile Reisi. Nello stesso anno ha ricoperto il ruolo di nel film Ho visto il sole (Günesi Gördüm) diretto da Mahsun Kirmizigül. Nel 2010 ha recitato nelle serie Sensiz Yasayamam (nel ruolo di Dogan) e in Dürüye'nin gügümleri (nel ruolo di Zühtü). L'anno successivo, nel 2011, ha recitato nella serie Evvel zaman hikayesi , mentre nel 2012 ha ricoperto il ruolo di Komutan Bennet nella miniserie Ustura Kemal.
Nel 2013 e nel 2014 ha interpretato il ruolo di Cihan guzel nella serie Günesi Beklerken. Nel 2014 ha recitato nei film Karinca Kapani diretto da Firat Tanis e in On Yilda Bir: Insaat 2 diretto da Ömer Vargi (nel ruolo di Ali). Nello stesso anno ha ricoperto il ruolo di Yigit Sen nel ruolo di Sil Bastan. Nel 2014 e nel 2015 ha interpretato il ruolo di Firuz nella serie Ulan Istanbul. Nel 2015 e nel 2016 è entrata a far parte del cast della serie Güneşin Kızları, nel ruolo di Haluk Mertoglu. Nel 2017 ha recitato nella serie Kara Yazi (nel ruolo di Halil Uluçinar) e quello di Levent nella miniserie Sevda'nin Bahçesi. Nello stesso anno ha interpretato il ruolo di Fevzi nel film Yol Arkadasim diretto da Bedran Güzel.
Nelle elezioni locali in Turchia del 2019, è stato nominato dal Partito IYI alla carica di sindaco di Kadıköy, ad Istanbul. Tuttavia, non ha vinto le elezioni ricevendo il 12,66% dei voti e ha concluso la gara al 3º posto.
Nel 2019 ha interpretato il ruolo di Vedat nella serie Vurgun. Nello stesso anno è stato scelto per interpretare il ruolo di Cemal Karalar nella serie Come sorelle (Sevgili Geçmiş), insieme alle attrici Ece Uslu, Sevda Erginci, Melis Sezen, Elifcan Ongurlar e Özge Özacar. Nel 2020 ha recitato nelle serie Kırmızı Oda (nel ruolo di Ahmet) e in Bir Annenin Günahi (nel ruolo di Çetin Alaz). L'anno successivo, nel 2021, ha ricoperto il ruolo di Serif nella serie Ramo. Nel 2022 ha recitato nelle serie Son Nefesime Kadar (nel ruolo di Ferzan) e in Tozluyaka (nel ruolo di Kenan). L'anno successivo, nel 2023, ha vestito i panni di Ragıp Bey nel film Zübeyde Analar Oğullar diretto da Cenk Yaz e quelli di Cem nella serie Dönence.

## Vita privata
Emre Kınay dal 2003 al 2009 è stato sposato con Emine Ün, dalla quale ha avuto una figlia, Duru, nata il 23 novembre 2004.

## Filmografia

### Cinema
- Insaat, regia di Ömer Vargi e Tolgay Ziyal (2003)
- Okul, regia di Durul Taylan e Yagmur Taylan (2004)
- L'impero dei lupi (L'empire des loups), regia di Chris Nahon (2005)
- Dün Gece Bir Rüya Gördüm, regia di Ulas Ak (2006)
- Ho visto il sole (Günesi Gördüm), regia di Mahsun Kirmizigül (2009)
- Karinca Kapani, regia di Firat Tanis (2014)
- On Yilda Bir: Insaat 2, regia di Ömer Vargi (2014)
- Yol Arkadasim, regia di Bedran Güzel (2017)
- Zübeyde Analar Oğullar, regia di Cenk Yaz (2023)

### Televisione
- Yüzleşme – serie TV, 13 episodi (1998)
- Baba – serie TV (1999)
- Yilan Hikayesi – serie TV, 79 episodi (1999-2002)
- Yeditepe İstanbul – serie TV, 47 episodi (2001-2002)
- Berivan – miniserie TV, 3 episodi (2002)
- Esir Şehrin İnsanları – serie TV (2003)
- Baba – miniserie TV (2003)
- İstanbul Şahidimdir – miniserie TV (2004)
- Seni Çok Özledim – miniserie TV, 3 episodi (2004)
- Sen misin degil misin? – miniserie TV (2005)
- Ölümüne sevdalar – miniserie TV (2005)
- Iki Aile – serie TV, 87 episodi (2006-2008)
- Karamel – serie TV (2008)
- Aile Reisi – serie TV, 18 episodi (2009)
- Sensiz Yasayamam – serie TV (2010)
- Dürüye'nin gügümleri – serie TV, 2 episodi (2010)
- Evvel zaman hikayesi – serie TV (2011)
- Ustura Kemal – miniserie TV, 14 episodi (2012)
- Günesi Beklerken – serie TV, 54 episodi (2013-2014)
- Sil Bastan – serie TV, 9 episodi (2014)
- Ulan Istanbul – serie TV, 25 episodi (2014-2015)
- Güneşin Kızları – serie TV, 39 episodi (2015-2016)
- Kara Yazi – serie TV, 6 episodi (2017)
- Sevda'nin Bahçesi – miniserie TV, 4 episodi (2017)
- Vurgun – serie TV, 6 episodi (2019)
- Come sorelle (Sevgili Geçmiş) – serie TV, 8 episodi (2019)
- Kırmızı Oda – serie TV, 2 episodi (2020)
- Bir Annenin Günahi – serie TV, 5 episodi (2020)
- Ramo – serie TV, 9 episodi (2021)
- Son Nefesime Kadar – serie TV, 5 episodi (2022)
- Tozluyaka – serie TV, 26 episodi (2022)
- Dönence – serie TV, 14 episodi (2023)

## Teatro

### Attore
- Fırtına di William Shakespeare, presso il teatro statale di Istanbul (1991)
- Sofokles'in Antigone'si di Bertolt Brecht, presso i teatri municipali di Bakırköy
- Barış di Aristopfanes, presso i teatri municipali di Bakırköy (1993)
- Simyacı di Paulo Coelho, presso il Dostlar Tiyatrosu (1997)
- Bozuk Düzen di Dinçer Sümer, presso i teatri municipali di Bakırköy (1998)
- Kuzguncuklu Fazilet di Yılmaz Karakoyunlu, presso i teatri municipali di Bakırköy
- Bir Cinayet Söylencesi di Melih Cevdet Anday, presso i teatri municipali di Bakırköy (1999)
- Rumuz Goncagül di Oktay Arayıcı, presso i teatri municipali di Bakırköy (1999)
- İkinci Caddenin Mahkumu di Neil Simon, presso i teatri municipali di Bakırköy (2002)
- Lütfen Kızımla Evlenir misiniz di Muzaffer İzgü, presso i teatri municipali di Bakırköy (2005)
- Sınır di Muzaffer İzgü, presso i teatri municipali di Bakırköy (2005)
- Kara Sohbet di Amélie Nothomb, presso il teatro Duru (2006)
- Bir Mutfak Masalı di Kerstin Specht, presso i teatri municipali di Bakırköy (2007)
- Aşk Her Yerde di Simon Williams, presso il teatro Duru (2008)
- Sondan Sonra di Dennis Kelly, presso il teatro Duru (2010)
- Nihayet Bitti di Peter Turrini, presso il teatro Duru (2016)
- İki Bekar di Sam Bobrick, presso il teatro Duru (2016)

### Regista
- İkinci Caddenin Mahkumu di Neil Simon, presso i teatri municipali di Bakırköy (2002)
- Bir Mutfak Masalı di Kerstin Specht, presso i teatri municipali di Bakırköy (2007)
- Aşk Her Yerde di Simon Williams, presso il teatro Duru (2008)
- Sondan Sonra di Dennis Kelly, presso il teatro Duru (2010)
- Tatlı Çarşamba di Muriel Resnik, presso il teatro Duru (2011)
- Nafile Dünya di Oktay Arayıcı, presso il teatro Duru (2012)

## Doppiatori italiani
Nelle versioni in italiano dei suoi film e delle sue serie TV, Emre Kınay è stato doppiato da:
- Dario Oppido[21] in Come sorelle[22]

## Riconoscimenti
- Afife Tiyatro Ödülleri
  - 2006: Vincitore come Attore di maggior successo dell'anno per Kara Sohbet[23]

- Istanbul International Film Festival
  - 2004: Vincitore del Concorso Nazionale con Sevket Çoruh per il film Insaat[24]

- Turkish Film Critics Association (SIYAD) Awards
  - 2003: Candidato come Miglior attore per il film Insaat